# Tamara Simunovic
Tamara Simunovic (* 1973 in Berlin) ist eine bosnisch-herzegowinische Schauspielerin.

## Leben und Werk
Tamara Simunovic ist die Tochter jugoslawischer Gastarbeitereltern. Sie begann nach ihrer Schulzeit ein Studium der Kartografie, das sie zugunsten einer Schauspielausbildung an der Fritz-Kirchhoff-Schule in Berlin aufgab. Noch während ihrer Ausbildung, die sie von Oktober 1994 bis November 1997 absolvierte, debütierte sie 1994 vor der Kamera in dem italienischen Kinofilm Il Branco.
Tamara Simunovic ist seit der Zeit sowohl in Kino- als auch in Fernsehproduktionen zu sehen. Auf der Leinwand spielte sie u. a. in Jugofilm, einer österreichischen Produktion von 1996, und in dem 1999 entstandenen Film Schnee in der Neujahrsnacht. In diesem Film wurde sie für ihre Darstellung einer von Liebeskummer geplagten und suizidgefährdeten Russin im Jahr 2000 für den Deutschen Filmpreis nominiert. Im Fernsehen sah und sieht man Simunovic häufig in Serien wie Wolffs Revier, Einmal Bulle, immer Bulle, Wilsberg oder Polizeiruf 110. Zwischen 2003 und 2010 verkörperte sie in 11 Folgen der Reihe Kommissarin Lucas die Rolle der Kriminaloberkommissarin Tina Buckhard an der Seite von Ulrike Kriener.
Tamara Simunovic spricht Deutsch, Bosnisch und Serbisch als Muttersprache sowie fließend Kroatisch. Sie hat eine Tochter und lebt in Berlin, wo sie neben der Schauspielerei eine Bar im Stadtteil Steglitz betreibt.

## Filmografie (Auswahl)
- 1994: Il Branco
- 1996: Wolffs Revier – Das Mädchen Marie
- 1997: Jugofilm
- 1997: Einsatz Hamburg Süd – Der Weg zurück
- 1998: Plus-minus null
- 1999: Delta Team – Auftrag geheim! – Im Namen Gottes
- 1999: Schnee in der Neujahrsnacht
- 1999: Wolffs Revier – Bangkok – Berlin
- 2000: Balko – Nur einer kommt durch
- 2000: Tatort: Der schwarze Ritter (Fernsehreihe)
- 2001: Birthday
- 2001: Ein göttlicher Job
- 2001: Die Kommissarin – Abschiedskonzert
- 2001: Endstation Tanke
- 2002: Großstadtrevier – Das Findelkind
- 2002: Mehr als nur Sex
- 2003–2010: Kommissarin Lucas (11 Folgen)
- 2003: Um Himmels Willen – Salto Mortale
- 2003: Die Rettungsflieger – Die Entscheidung
- 2004: Edel & Starck – Knastbruder Felix
- 2004: Einmal Bulle, immer Bulle – Die Spur zum Abgrund
- 2004: Tatort: Stirb und werde
- 2004: Das Duo – Falsche Träume
- 2005: Küstenwache – Gegen jede Regel
- 2005: Wilsberg – Todesengel (Fernsehserie)
- 2007: Notruf Hafenkante – Jackpot
- 2007: GG 19 – Deutschland in 19 Artikeln
- 2007: SOKO Wien – Tödlicher Irrtum
- 2008: SOKO Kitzbühel – Amnesie
- 2008: Die Gerichtsmedizinerin – Namenlos
- 2009: Ein Sommer mit Paul
- 2009: Doktor Martin
- 2009: Flemming – Glanz in deinen Augen
- 2010: Polizeiruf 110: Einer von uns
- 2011: 1000 Gramm (Kurzfilm)
- 2012: Bankraub für Anfänger
- 2017: Der Polizist, der Mord und das Kind
- 2019: SOKO Wismar – Fango in Finkenhusen